# يو إف سي 71
يو إف سي 71: ليدل ضد جاكسون (بالإنجليزية: UFC 71: Liddell vs. Jackson 2)‏ هو حدث لفنون القتال المختلطة نظمته يو إف سي، أُقيم في 26 مايو 2007، على إم جي إم جراند جاردن أرينا في لاس فيغاس، نيفادا، الولايات المتحدة.